# جورج دبليو. بارلو
جورج دبليو. بارلو (بالإنجليزية: George Barlow)‏ هو عالم حيوانات أمريكي، ولد في 15 يونيو 1929 في لونغ بيتش في الولايات المتحدة، وتوفي في 14 يوليو 2007.